# Alfred Tennyson
Alfred Tennyson, primo Barone Tennyson (Somersby, 6 agosto 1809 – Haslemere, 6 ottobre 1892), è stato un poeta inglese, laureato del Regno Unito, nonché uno dei più famosi del suo Paese.
La maggior parte dei suoi versi furono ispirati a temi classici o mitologici, anche se la celebre In Memoriam fu scritta per commemorare il suo migliore amico Arthur Hallam, anch'egli poeta e suo compagno di corso al Trinity College di Cambridge, che si era fidanzato con sua sorella ma era improvvisamente morto nel 1833 a causa di un'emorragia cerebrale.
Tra le opere più famose di Tennyson sono gli Idilli del re (Idylls of the King, 1885), una raccolta di poemetti interamente ispirati alla figura di Re Artù e al ciclo bretone e basati sui romanzi quattrocenteschi di sir Thomas Malory. L'opera fu dedicata al principe Alberto, marito della regina Vittoria. Nel corso della sua carriera Lord Tennyson si cimentò anche nella composizione di drammi teatrali, ma in questo campo i suoi lavori riscossero uno scarso successo.

## Biografia

### Infanzia e gioventù
Alfred Tennyson nacque a Somersby nel Lincolnshire, figlio di un pastore che ebbe 12 figli. È discendente del re Edoardo III d'Inghilterra. Suo padre, George Clayton Tennyson, era il maggiore di due fratelli, ma in gioventù era stato diseredato dal padre, il proprietario terriero George Tennyson, in favore del fratello minore Charles, che in seguito prese il nome di Charles Tennyson d'Eyncourt. George Clayton Tennyson era a capo di una famiglia numerosissima ma era perennemente a corto di soldi e iniziò a bere molto finendo mentalmente instabile. Tennyson e due dei suoi fratelli maggiori iniziarono a scrivere poesie sin dall'adolescenza e una raccolta dei loro scritti fu pubblicata a livello locale quando Alfred aveva soltanto 17 anni. Uno di questi fratelli, Charles Tennyson Turner, più tardi sposò Louisa Sellwood, la sorella minore della futura moglie di Alfred; l'altro fratello poeta era invece Frederick Tennyson.

### Gli studi e la prima pubblicazione

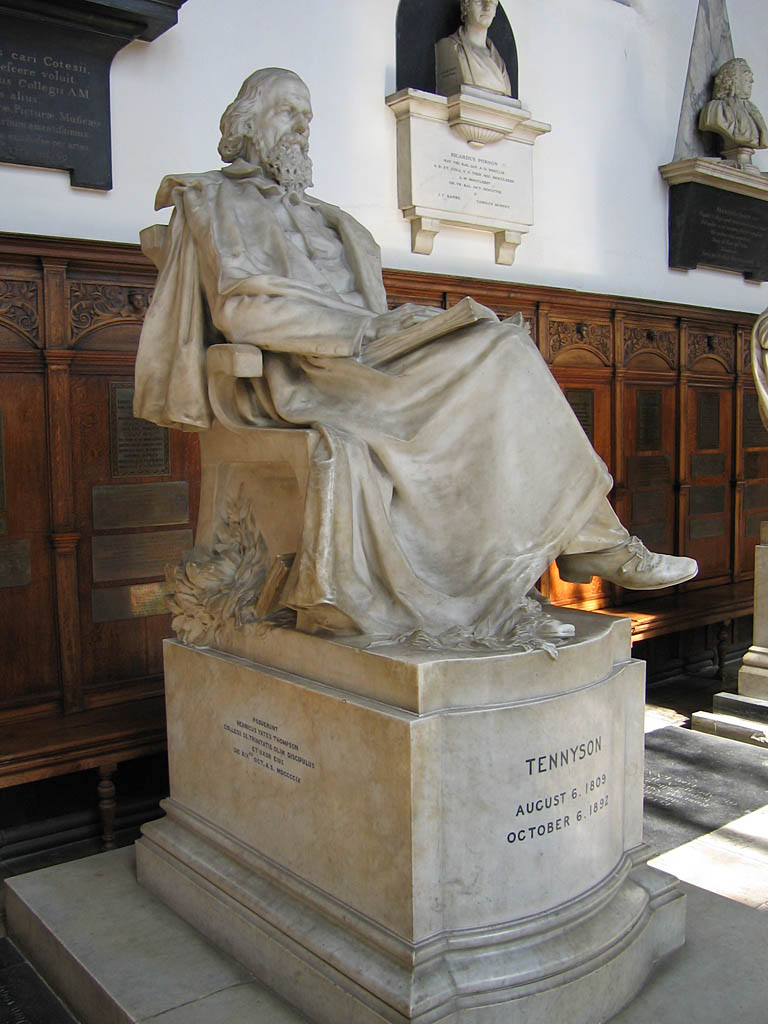
Statua di Tennyson nella cappella del Trinity College di Cambridge.

Tennyson frequentò la scuola secondaria Re Edoardo IV a Louth ed entrò al Trinity College di Cambridge nel 1828. Lì si unì ad una società studentesca segreta chiamata gli "Apostoli di Cambridge" (Cambridge Apostles), ed incontrò Arthur Henry Hallam che finì per diventare il suo migliore amico.
Nel 1829 vinse un premio per uno dei suoi primi scritti, ispirato alla città di Timbuctù.
Nel 1830 pubblicò la sua prima raccolta di poesie, Poems Chiefly Lyrical ("Poesie soprattutto liriche"). In questo volume erano incluse Claribel e Mariana, che con il tempo diventarono due delle più apprezzate poesie di Tennyson. Nonostante alcuni critici sminuissero il valore di quei versi considerandoli eccessivamente sdolcinati, diventarono presto molto popolari e segnalarono Tennyson all'attenzione di alcuni dei letterati più noti dell'epoca, tra i quali Samuel Taylor Coleridge.

### Il ritorno nel Lincolnshire e la seconda pubblicazione
Nella primavera del 1831 il padre di Tennyson morì e questo fatto lo costrinse a lasciare Cambridge prima di laurearsi. Tornò nella casa parrocchiale, dove gli fu permesso di stare per altri sei anni, ed aiutò sua madre a prendersi cura della numerosissima famiglia. Nel corso dell'estate il suo amico Arthur Hallam andò ad abitare presso di loro, e nell'occasione si fidanzò con la sorella del poeta, Emilia Tennyson.
Nel 1833 Tennyson pubblicò il suo secondo libro di poesie, che comprendeva il suo poema più celebre, The Lady of Shalott (La signora di Shalott), la storia di una principessa che poteva guardare il mondo solo attraverso il riflesso di uno specchio. Quando Lancillotto arriva a cavallo vicino alla torre in cui è rinchiusa lei lo guarda direttamente e il suo destino si compie: muore dopo essere salita su una piccola barca, sulla quale discende il fiume, che porta il suo nome scritto sulla poppa. La raccolta fu criticata molto duramente, e Tennyson ne fu così scoraggiato che, nonostante continuasse comunque a scrivere, non volle pubblicare più nulla per oltre 10 anni. Fra i critici si distinse John Churton Collins, al quale Tennyson si riferiva come "un pidocchio nelle serrature della letteratura".
In quello stesso anno Hallam, mentre si trovava in vacanza a Vienna, fu colpito da un'emorragia cerebrale e morì improvvisamente. Alfred rimase profondamente turbato dalla morte del giovane amico, che peraltro lo ispirò nella composizione di moltissime poesie, attualmente considerate tra i versi più raffinati della storia della poesia. Probabilmente la perdita fu anch'essa una della cause che spinsero Tennyson al suo lungo pubblico silenzio.
Quando alla fine dovettero lasciare la casa, Tennyson e la sua famiglia si trasferirono nell'Essex. Un investimento sbagliato in un'impresa di arredi ecclesiastici in legno costò loro la perdita della maggior parte del loro patrimonio.

### La terza pubblicazione e il riconoscimento
Nel 1842, mentre conduceva a Londra un'esistenza modesta, Tennyson pubblicò due raccolte di poesie, delle quali la prima includeva opere già pubblicate in precedenza, mentre la seconda era composta quasi interamente da nuovi lavori. Le raccolte questa volta riscossero immediatamente un grande successo, e così fu anche per The Princess ("La principessa") che venne data alle stampe nel 1847.

### Il suo anno d'oro
Tennyson raggiunse l'apice della propria carriera nel 1850, quando fu nominato poeta laureato succedendo a William Wordsworth. Nello stesso anno scrisse il suo capolavoro In Memoriam A.H.H., dedicato allo scomparso amico Hallam e si sposò con Emily Sellwood che aveva conosciuto sin da giovane nel villaggio di Shiplake. Ebbero due figli che chiamarono Hallam e Lionel.

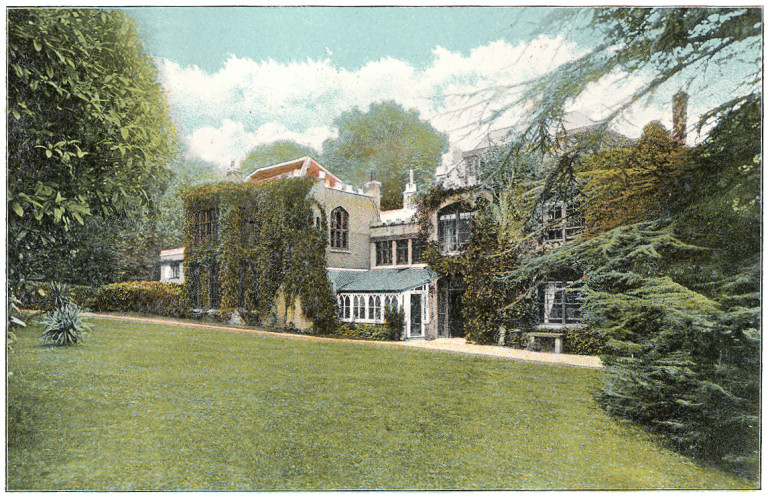
Farringford, la casa di Lord Tennyson sull'Isola di Wight

### Il Poeta Laureato
Ricoprì il ruolo di poeta laureato dal 1850 fino al giorno della sua morte, scrivendo composizioni corrette e adatte al suo ruolo ma di mediocre valore, come la poesia composta per accogliere Alessandra di Danimarca quando arrivò in Inghilterra per sposare il futuro re Edoardo VII. Nel 1855 Tennyson compose una delle sue opere più famose "La carica della brigata leggera" (The Charge of the Light Brigade), un commosso tributo verso i cavalieri inglesi sacrificatisi in un'eroica ma sconsiderata carica il 25 ottobre 1854 nel corso della guerra di Crimea. Tra gli altri scritti risalenti a questo periodo vi sono l'Ode per la morte del Duca di Wellington (Ode on the Death of the Duke of Wellington) e l'Ode per l'inaugurazione della fiera internazionale (Ode Sung at the Opening of the International Exhibition).
La regina Vittoria era un'ardente ammiratrice dell'opera di Tennyson e nel 1884 lo nominò Barone Tennyson di Aldworth (in Sussex) e di Freshwater sull'isola di Wight. Fu il primo scrittore ad essere elevato al rango di Pari del Regno Unito. Tennyson, uomo passionale e dal carattere particolare, non fu mai a suo agio nel ruolo di Pari e si pensa che abbia accettato la carica solo per assicurare il futuro al figlio maggiore Hallam.
Esistono delle registrazioni, effettuate da Thomas Edison, nelle quali Tennyson declama personalmente alcune delle sue poesie, ma si tratta di incisioni di qualità molto scarsa.
Verso la fine della sua vita Tennyson rivelò che "le sue convinzioni religiose sfidavano le convenzioni sociali e tendevano verso l'agnosticismo e il pandeismo": la biografia scritta dal figlio conferma che Tennyson non era cristiano, e rivela che sul letto di morte rivolse le proprie preghiere a Giordano Bruno e Spinoza dicendo di Bruno: “La sua visione di Dio è in certi modi la mia”.
Aveva continuato a scrivere fino agli ottant'anni e morì il 6 ottobre 1892 all'età di 83 anni. Fu seppellito all'interno dell'Abbazia di Westminster. Il figlio Hallam gli successe come secondo Barone Tennyson, che nel 1897 autorizzò la pubblicazione di una biografia del padre e, tempo dopo, diventò il secondo governatore dell'Australia.
Grazie alla sua statura letteraria ha conquistato un posto alla National Portrait Gallery con un'opera di Samuel Laurence Sir Edward Coley Burne-Jones che lo ritrae.

## Opere principali
- The Kraken (1830)
- Harold (1876)
- The Charge of the Light Brigade, di cui esiste una registrazione, nella quale viene letta da Tennyson
- The Lady of Shalott
- In Memoriam A.H.H. (1850)
- Ulysses
- Locksley Hall
- Locksley Hall Sixty Years After
- Crossing the Bar
- Tithonus
- Enoch Arden
- The Lotos
- Idylls of the King
- Maud
- The Epic
- Mariana
- Ring Out, Wild Bells
- Flower in the crannied wall
- Lady Clara Vere de Vere (1832)
- The Eagle
- Voices in The Mist

## Nella cultura di massa
Tennyson è l'autore di numerose massime che in Inghilterra sono ormai entrate a far parte del linguaggio comune. Fra le molte:
- Nature, red in tooth and claw ("la Natura, rossa di zanne e di artigli");
- Tis better to have loved and lost | Than never to have loved at all ("è meglio aver amato e perso | che non aver mai amato");
- My strength is as the strength of ten, | Because my heart is pure ("la mia forza è come la forza di dieci uomini, | perché il mio cuore è puro").